# Belkovski-eiland
Het Belkovski-eiland (Russisch: Бельковский остров) is het kleinste en meest westelijk gelegen eiland van de Anzjoe-eilanden, die een onderdeel zijn van de Nieuw-Siberische Eilanden. Het eiland is gelegen in de Oost-Siberische Zee en heeft een oppervlakte van 500 km². Het hoogste punt is met 120 meter. Het relatief vlakke eiland staat bekend om zijn grote walruspopulatie.
Sannikovland (spookeiland)